# 极限S
《极限S》（或译《S计划》，羅馬化：Project S: The Series），于2017年播出的泰国剧集。此剧集一共有四个单元，内容主要围绕在正值青少年的主角们与运动之间的故事。